# Sridevi
Sridevi, właśc. Shree Amma Yanger Ayyappan (ur. 13 sierpnia 1963, zm. 24 lutego 2018) – indyjska aktorka, występująca w filmach w ojczystym języku tamilskim, hindi, telugu, malajalam. Jedna z najbardziej znanych aktorek tamilskich. Zadebiutowała jako dziecko mając cztery lata. Nagrodzona lub nominowana do nagród za Chwile, Chandni, Judaai, Laadla, Gumrah, Khuda Gawah, ChaalBaaz i Sadma. Odrzuciła rolę w Beta, która przyniosła sławę Madhuri Dixit (nie chciała kolejny znów raz grać z Anil Kapoorem). W 1993 roku zrezygnowano z obsadzenia jej w podwójnej roli dwóch sióstr w Baazigar, obawiając się, że zabicie przez bohatera granego przez Shah Rukh Khana budzącej tyle sympatii Sridevi odrzuci widzów od filmu (role zagrały Kajol i Shilpa Shetty).

## Życie osobiste
Urodziła się w 1963 roku w Sivakasi w stanie Tamilnadu. Ojczystym językiem jej matki Rajeshwari był język tamilski. Jej ojciec Ayyappan był prawnikiem. Miała siostrę o imieniu Srilatha oraz dwóch przyrodnich braci z poprzedniego małżeństwa ojca. Jej ojciec zmarł, kiedy nagrywała Lamhe, matka, gdy pracowała nad Judaai. Mimo że zgodnie ze zwyczajem hinduskim stos pogrzebowy zapala syn, to Sridevi oddała matce tę ostatnią posługę.
Jej małżeństwo z aktorem Mithun Chakrabortym (1986-1987) zostało anulowane. W 1996 roku Sridewi poślubiła producenta filmowego Boney Kapoor, starszego brata aktora Anil Kapoora, z którym zagrała m.in. w Chwilach, Mr.India, czy Laadla. Poprzednia żona Boneya Mona, aby ich dzieci Arjun i Anshula nie straciły rodziny, pozostała w domu jego rodziców. Boney i Sridevi mieli dwie córki: Jhanvi i Khushi.

## Filmografia

### Hindi
- Agni Pareeksha  (1970 film) (1970 jako dziecko)
- Julie (1975) (jako dziecko)
- Solva Sawan (1978)
- Himmatwala  (1983)
- Justice Chowdhary  (1983)
- Jaani Dost (1983)
- Mawaali (1983)
- Kalakaar (1983)
- Sadma (1983)
- Akalmand (1984)
- Inquilaab (1984)
- Jaag Utha Insaan (1984)
- Naya Kadam (1984)
- Maqsad (1984)
- Tohfa (1984)
- Balidaan (1985)
- Masterji (1985)
- Aakhree Raasta (1986)
- Aag Aur Shola (1986)(cameo)
- Bhagwan Dada (1986)
- Dharam Adhikari (1986)
- Ghar Sansar (1986)
- Nagina (1986)
- Jaanbaaz (1986)(cameo)
- Karma (1986)
- Suhaagan (1986)
- Sultanat (1986)
- Aulaad (1987)
- Himmat Aur Mehnat (1987)
- Nazrana (1987)
- Majaal (1987)
- Joshilay (1987)
- Jawab Hum Denge (1987)
- Mr India (1987)
- Sherni (1988)
- Ram Avtaar (1988)
- Waqt Ki Awaaz (1988)
- Sone Pe Suhagaa (1988)
- Chaalbaaz (1989)
- Chandni (1989)
- Guru (1989)
- Gair Kanooni (1989)
- Nigahein (1989)
- Main Tera Dushman (1989)(cameo)
- Banjaran (1991)
- Farishtay (1991)
- Pathar Ke Insaan (1991)
- Chwile (1991)
- Khuda Gawah (1992)
- Heer Ranjha (1992)
- Aasman Se Gira (1992)(cameo)
- Chandramukhi (1993)
- Gumrah (1993)
- Gurudev (1993)
- Roop Ki Rani Choron Ka Raja (1993)
- Chaand Ka Tukdaa (1994)
- Laadla (1994)
- Army (1996)
- Mr Bechara (1996)
- Kaun Sacha Kaun Jhootha (1997)
- Judaai (1997)
- Meri Biwi Ka Jawab Nahin (2004)
- Halla Bol 21 grudnia 2007 ...siebie (gościnnie)

### Malayalam
- Kumara Sambhavam (1969)
- Swapnangal (1970)
- Poombatta (1971)
- Theertha Yathra (1972)
- Abhinandhanam (1976)
- Aasirvadham (1976)
- Kuttavum Sikshaiyum (1976)
- Aadhyapaadam (1976)
- Aa Nimisham (1977)
- Amme Anupame (1977)
- Angikaram (1977)
- Anthardhanam (1977)
- Nalumani Pookkal (1977)
- Nirakudam (1977)
- Oonjal (1977)
- Sathyavan Savithri (1977)
- Vezhambal (1977)
- Avalude Ravukal (1978)
- Amme Narayana (1984)
- Devaragam (1996)

### Tamilskiefilmy
- Nam Naadu (1969)
- Kumagthbhavam (1969)
- Moondru Mudichu (1976) (First movie as heroine.)
- Gayathri (1977)
- Kavikkuyil (1977)
- 16 Vayadhinile (1977) (Ran 175 days in Tamil centers.)
- Sayndhadamma Sayndhadu (1977)
- Ayiram Jenmangal (1978)
- Vanakkaththukkuriya Kaadhaliye (1978)
- Ilaya Rani Rajalakshmi (1978)
- Ganga Yamuna Kaveri (1978)
- Ithu Eppadi Irukku (1978)
- Manitharil Iththanai Nirangala (1978)
- Mudisooda Mannan (1978)
- Pilot Premnath (1978)
- Sigappu Rojakkal (1978) (wyświetlano 175 dni w tamilskich kinach)
- Taxi Driver (1978)
- Priya (1978) (wyświetlano 175 dni w tamilskich kinach)
- Radhaikketra Kannan (1978)
- Rajavuukeththa Rani (1978)
- Sakka Podu Podu Raja (1978)
- Arumbugal (1979)
- Dharmayuddham (1979)
- Kalyanaraman (1979) (wyświetlano 140 dni w tamilskich kinach)
- Pagalil Or Iravu (1979)
- Kavariman (1979)
- Neela Malargal (1979)
- Sigappukkal Mookkuthi (1979)
- Thaayillaamal Naanillai (1979)
- Guru (1980)
- Johnny (1980)
- Varumaiyin Niram Sigappu (1980)
- Viswaroopam (1980)
- Sankarlal (1981)
- Dheiyva Thirumanangal (1981)
- Meendum Kokila (1981) (Ran 175 days in Tamil centers.)
- Raanuva Veeran (1981)
- Moondram Pirai (1982) (Ran 329 days in Tamil centers.)
- Deviyin Thirivilaiyadal (1982)
- Thanikkattu Raja (1982)
- Pokkiri Raja (1982) (Ran 148 days in Tamil centers.)
- Vaazhve Maayam (1982) (Ran 200 days in Tamil centers.)
- Adutha Vaarisu (1983)
- Kannan Oru Kai Kuzhandhai
- Idhu Eppadi Irukku
- Saithadhamma Saindhadhu
- Sathyavan Savithri
- Avalukku Nihar Avale
- Kanimutthu Papa
- Pirarthanai
- Naalumani Pookal
- Oonjal
- Santhippu (1983) (Ran 175 days in Tamil centers.)
- Naan Adimai Illai (1986)
- Tucker Raja
- Meenakshiyin Thiruvilaiyaadal

### filmy w językutelugu
- Bangarakka (1977) (pierwszy występ w telugu w roli głównej bohaterki)
- Padaharella Vayasu (1978)
- Burripalem Bolludu (1979)
- Kartheeka Deepam (1979)
- Vetagadu (1979)
- Mudulla Koduku (1979)
- Aatagadu (1980)
- Chuttalunnaru Jagratha (1980)
- Devudu Ichchina Koduku (1980)
- Gharana Donga (1980)
- Mama Allulla Saval (1980)
- Premakanuka (1980)
- Rowdy Ramudu Konte Krishnudu (1980)
- Sardar Paparayudu (1980)
- Gaja Donga (1980)
- CID (1980)
- Mosagadu (1980)
- Patagadu (1980)
- Akali Rajyam (1981)
- Balanagamma (1981)
- Bhoga Bhagyalu (1981)
- Gharana Gangulu (1981)
- Ghatasari Atta Sugasari Kodalu (1981)
- Konda Veti Simham (1981)
- Premabhishekham (1981) (wyświetlano 500 dni w kinach Hajdarabadu)
- Rani Kasula Rangamma (1981)
- Illalu (1981)
- Satyam Shivam (1981)
- Aadi Vishnulu (1982)
- Anuraga Devata (1982)
- Bangaru Bhoomi (1982)
- Bangaru Koduku (1982)
- Bobbili Puli (1982)
- Devata (1982)
- Justice Chowdury (1984)
- Kalavari Samsaram (1982)
- Krisharjunulu (1982)
- Krishnavatharam (1982)
- Samsher Shankar (1982)
- Vayyari Bhamalu Vagalamari Bharthalu (1982)
- Adavi Simhalu (1983)
- Kirayi Kotigadu (1983)
- Mundadugu (1983)
- Ramarajyamlo Bheemaraju (1983)
- Ramudu Kadu Krishnudu (1983)
- Simham Navindi (1983)
- Sri Ranganeetalu (1983)
- Urantha Sankranthi (1983)
- Kanchu Kagada (1984)
- Kodathrachu (1984)
- Vajrayudham (1985)
- Oka Radha Iddaru Krishnulu (1985)
- Pachani Kapuram (1985)
- Jayam Manade (1986)
- Khaidi Rudrayya (1986)
- Magudamleni Maharaju (1987)
- Mavoori Magaadu (1987)
- Aakhari Poratam (1988)
- Jagadeka Veerudu Athiloka Sundari (1990)
- Kshana Kshanam (1991)
- Govinda Govinda(1995)
- S.P.Parshuram (1996)

## Nagrody
- Nagroda Filmfare
  - Najlepsza aktorka (Tamil): 1982: Meendum Kokila
  - Najlepsza aktorka: : 1990: Chaalbaaz
  - 1992: Chwile
  - Najlepsza aktorka (Telegu): 1993: Kshana Kshanam